# Nelsa Solano Gorga
Nelsa Solano Gorga (Montevideo, 1921 - 1984) fue una pintora y escenógrafa uruguaya.

## Biografía
Se especializó en artes plásticas y en 1944 tuvo como maestro a Joaquín Torres García asistiendo a su renombrado Taller.
Sus trabajos eran realizados con las técnica de óleo, acuarela, carbón y tinta.
Participó en la primera exposición de Artes Moderno en Argentina, también viajó a México para ser parte del Bienal y expuso en el Museo de Arte Moderno de São Paulo, en Brasil.
En Uruguay, realizó muestras principalmente en Montevideo y Punta del Este. Fue reconocida en varios salones nacionales.
En 1951 obtuvo el primer premio en el concurso nacional en homenaje a José Gervasio Artigas y el segundo premio en el homenaje a Miguel de Cervantes. A nivel internacional, en 1958, participó del primer Salón Panamericano de Arte en Río Grande del Sur y logró una medalla de honor. A nivel nacional, en los salones municipales obtuvo cuatro premios, por su óleo Paisaje, y por sus carbón y tinta Estudio espacial, Disparidad y Composición.
Sus obras se encuentran en el Museo Nacional de Artes Visuales y en galerías privadas.

## Obras destacadas
- Paisaje
- Familia de labradores
- Iglesia
- Calle
- Paso del Molino
- Desolación
- Cascos, redes y velas
- Figura
- Dibuja
- Génesis
- Estudio espacial
- Disparidad